# Cueva de Chagyrskaya
La cueva Chagyrskaya en ruso: Чагырская пещера es una cueva kárstica ubicada en el sur de Siberia occidental, en las estribaciones occidentales del Altái ruso. En la cueva descubierta en 2007 por Sergei Wassiljewitsch Markin se han hallado numerosos restos óseos humanos y herramientas de piedra y se le considera el yacimiento paleolítico más rico de esta alta cordillera.

## Ubicación
La cueva Chagyrskaya se encuentra a 400 km en línea recta al sur de Novosibirsk en un macizo rocoso en la margen izquierda de un afluente del Charysh. Tiene una profundidad de 20 m y está dividida en dos cámaras con una superficie total de aproximadamente 130 m². Su portal, de 5 m de ancho y unos 7 m de alto, se eleva 19 m sobre la orilla del río y mira hacia el norte. El asentamiento más cercano, Ust-Chagyrka (Усть-Чагырка), está 1,5 km río abajo. La cueva de Okladnikov, que también es importante desde el punto de vista prehistórico, se encuentra a 70 km al noreste, las cuevas de Denísova a 100 km más al este.

## Hallazgos
Las excavaciones arqueológicas se llevan a cabo en la cueva desde 2007, cubriendo un área de alrededor de 35 m² (a partir de 2016). En el relleno de sedimentos de hasta 3,5 m de espesor, se pudieron distinguir 8 estratos con un subhorizonte parcialmente más alejado en el área de entrada y en la primera cámara. Los dos estratos estériles más antiguos probablemente datan del período pre-Pleistoceno o tienen alrededor de 330.000 años. Los horizontes 6 y 5 se depositaron en la transición del nivel de isótopo de oxígeno 4 al nivel 3 entre hace 63.000 y 48.000 años y contenían restos humanos de neandertales, así como numerosos artefactos de piedra del Paleolítico medio, herramientas de hueso y restos de animales y plantas de la Edad de Hielo. Las capas superpuestas no proporcionaron evidencia de exploración humana durante el Paleolítico Superior, solo en la Edad del Bronce hubo personas en la cueva nuevamente.

### Artefactos de piedra
El inventario lítico de los horizontes 6a al 6c incluye más de 90.000 artefactos. Predominan los escombros de impacto en forma de puntas abiertas y escombros, por lo que las herramientas de piedra disponibles en su mayoría se fabricaron en el sitio y solo en una pequeña medida se trajeron a la cueva como piezas en bruto o productos terminados. Se utilizaron como materia prima 25 tipos diferentes de roca, entre ellos pedernal, calcedonia, jaspe y pórfido, que probablemente provengan de la grava del río cercano. No hubo corte de producción según el concepto de Levallois, con las herramientas maquinadas bifacialmente, dominan los raspadores y puntas semitrapezoidales, de media luna y en forma de hoja, hojas de hacha de mano y cuchillos de bloque y nicho Klausen. También se incluyen como subproductos algunas palas y algunos núcleos. Las técnicas de corte utilizadas y las propiedades relacionadas con la forma de las herramientas son comparables con los inventarios de los grupos de cuchillos de cuña de Europa Central y Oriental, como se encontró, p. B. de la gruta de la roca del sillón y la cueva de Vindija se conocen. Hasta ahora, solo se ha encontrado un tecnocomplejo pronunciado de manera similar en la cueva Okladnikov en el oeste de Asia. Otro punto de venta único de la cueva Tschagyrskaya es la gran cantidad de huesos de bisonte, que se dice que son retocadores debido a sus áreas de cicatrices características y se usaron para afilar herramientas de piedra. Estas herramientas no se han encontrado en ningún otro sitio del Paleolítico Medio en el Altái ruso, pero a menudo se encuentran en sitios europeos de este período.

### Restos humanos

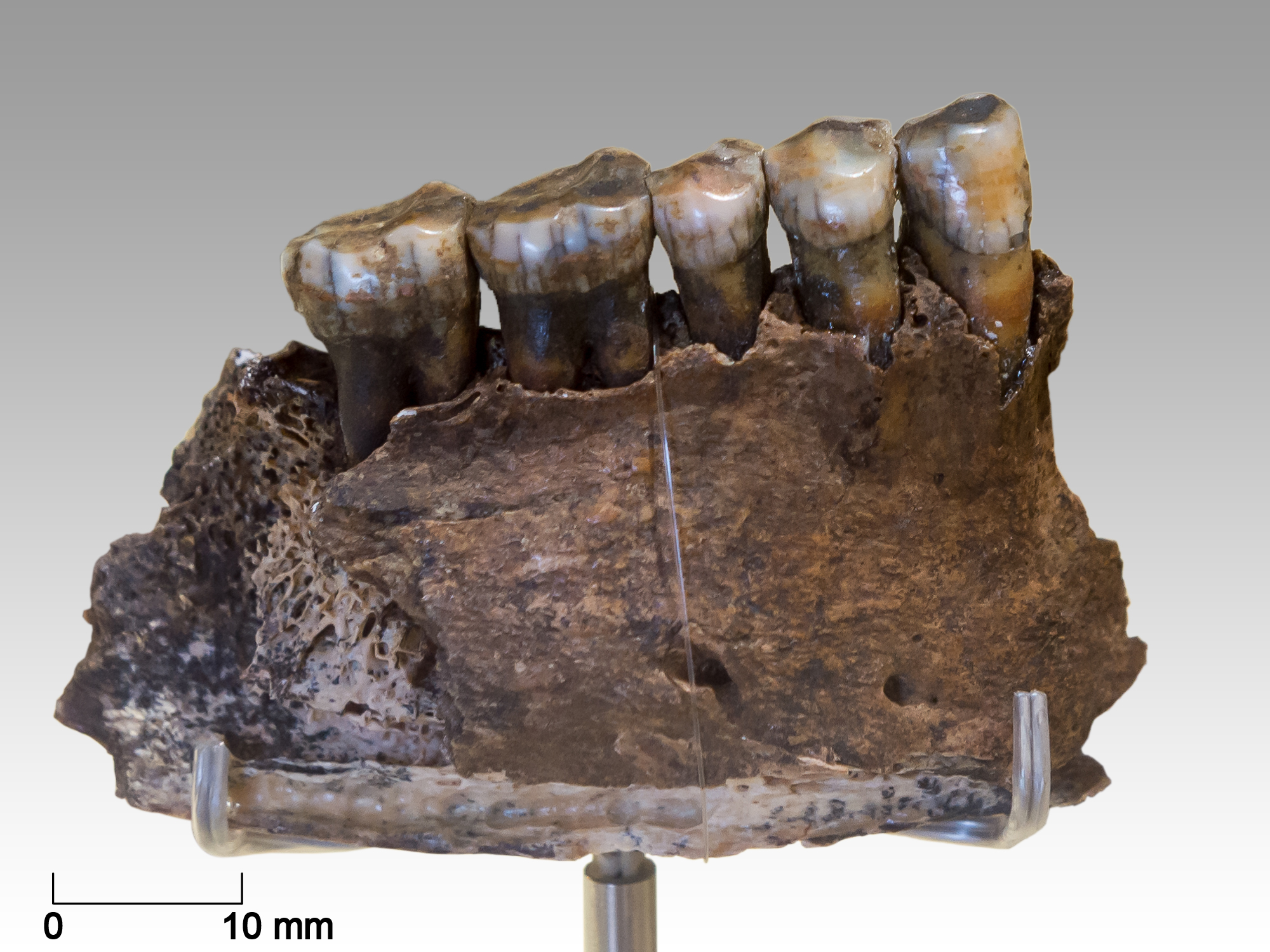
Fragmento mandibular de un varón adulto con 5 dientes conservados, hallado en Chagyrskaya.

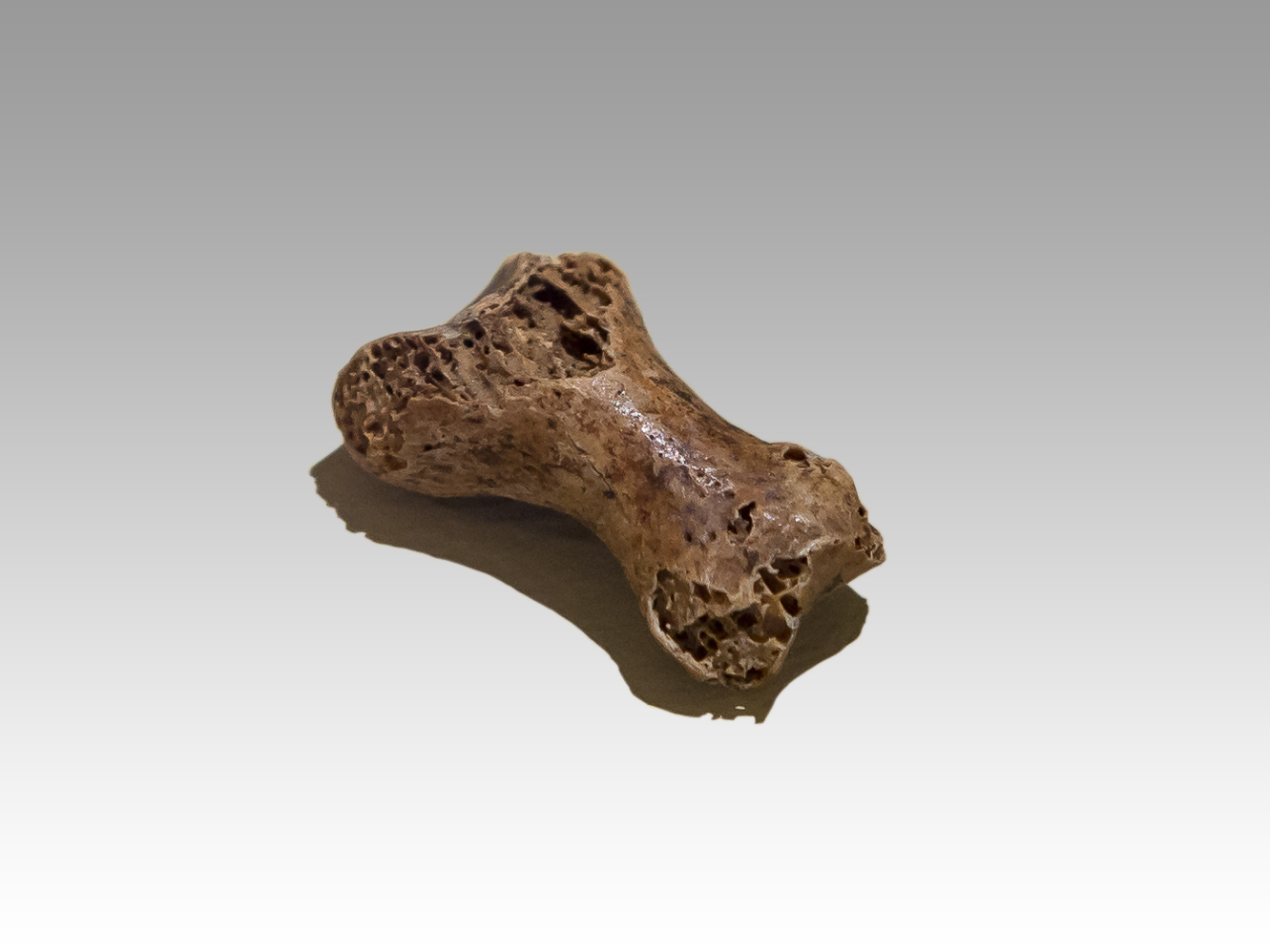
Huesos del dedo del pie.

Hasta el momento, se han descubierto 74 restos óseos y dientes humanos neandertales, que datan de entre 59 000 y 49 000 años (a partir de r2020). En su mayoría son fragmentarios, las superficies están bien conservadas y no muestran rastros de cortes o golpes. Estos incluyen partes y fragmentos de vértebras, huesos del carpo, un fémur, la mitad derecha de la mandíbula inferior y varios molares, incisivos y dientes de leche, que provienen de al menos cinco individuos adultos y uno o más adolescentes. El ADN mitocondrial obtenido del hueso del dedo (phalanx distalis, Chagyrskaya 8) de una persona femenina llevó a la conclusión de que los neandertales de la cueva Chagyrskaya deben haber sido una población única y más pequeña de menos de 60 personas, que solo se quedaron en los alrededores. de la cueva por un tiempo relativamente corto. Esta hipótesis se confirmó después de que los empleados del1 Instituto Max Planck de Antropología Evolutiva en Leipzig pudieran obtener y secuenciar el ADN cromosómico de varios individuos de varias muestras de sedimentos y esto se parecía mucho al ADN mitocondrial de Chagyrskaya 8. Una comparación genética también ha demostrado que existe una relación genética más estrecha con los neandertales de la cueva Vindija en Croacia y la cueva Mesmaiskaja en el norte del Cáucaso que con los de la cueva Denisova, que está a solo 100 km de distancia. Por lo tanto, se supone que los neandertales de Europa del Este se extendieron a lo largo del cinturón de la estepa euroasiática hasta el sur de Siberia hace unos 60 000 años y desplazaron o reemplazaron a las poblaciones que vivían allí.

En octubre de 2022, los investigadores informaron en la revista Nature un total de 17 intentos exitosos de extraer ADN nuclear y ADN mitocondrial (ADNmt) de huesos y dientes de neandertal: dos muestras provinieron de la cueva Okladnikov (al menos 44,000 años), 15 especímenes de la cueva Chagyrskaya (entre 59 000 y 51 000 años, incluido el fósil Chagyrskaya 6). Según los análisis genéticos, los dos hallazgos de la cueva de Okladnikov no estaban estrechamente relacionados; más bien, vivieron en épocas separadas por varios miles de años. Sin embargo, se demostró cierta relación con los habitantes de la cueva Tschagyrskaya. En la cueva Chagyrskaya, por otro lado, una niña neandertal podría ser asignada a un adulto masculino como su hija. También se identificaron dos familiares de segundo grado: un niño y una mujer adulta que pueden haber sido primos, sobrino y tía, o nieto y abuela. Además, el análisis de heteroplasmias (mutaciones en mt-DNA) mostró que los neandertales de Chagyrskaya probablemente vivieron en la cueva y murieron aproximadamente al mismo tiempo y, por lo tanto, probablemente pertenecían al mismo grupo social. Se ha interpretado que las diferencias genéticas extremadamente pequeñas entre ellos significan que su grupo podría haber consistido en solo 10 a 20 individuos. Un artículo complementario de la Sociedad Max Planck declaró: "Esta es una diversidad genética mucho más baja que cualquier valor encontrado para cualquier comunidad humana, pasada o presente, y más en línea con el tamaño de los grupos de especies en peligro de extinción al borde de la extinción". Además, la diversidad del cromosoma Y, que solo se transmite de padre a hijo, fue notablemente menor en comparación con el mtDNA (que solo se transmite de madre a hijo). De esto se concluyó que estas comunidades neandertales tardías estaban conectadas principalmente a través de la emigración e inmigración de mujeres.
Es posible que esta estructura social patrilocal estaba presente en la mayoría de los neandertales, pues en 12 de ellos enterrados en la cueva de El Sidrón, en España, se encontró en 2010 ADN mitocondrial diverso en las mujeres, pero no en los hombres, lo que fue interpretado como evidencia de que las hembras habían abandonado sus comunidades.